# 布施知子
布施 知子（ふせ ともこ、1951年〈昭和26年〉 -　）は、昭和末期から令和時代にかけて活動している日本人の折り紙作家。女性。新潟県出身。ユニット折り紙についての多数の著書を執筆しており、この分野において巨匠と見なされている。

## 来歴
布施が折り紙を始めたのは小学校2年生のときで、病気で入院していたときに父親が折り紙の本を買ってきたのがきっかけである。19歳の時から折り紙作家の河合豊彰の元に2年半ほど通う。1981年（昭和56年）に折り紙についての最初の本を出版する。
2021年（令和3年）時点で翻訳書を含めて100冊以上の書籍を出版している。箱・くす玉・紙のおもちゃ・仮面・多面体・テセレーションなど多種多様の形を創り上げ、日本語・英語・イタリア語などで出版している。長野県の山中で暮らしながら国際的に活動する版画家・鳥海太郎（とりうみ たろう）とはドイツのデッサウのバウハウスにて2004年（平成16年）に企画展を成功させるなど、旧知の仲であったが、その後、結婚し、結婚後は鳥海宅を本拠とするようになっている。2008年おりがみはうす「折り紙と版画」展、2009年ドイツフライジング ORIGAMI GALERIE「喜び」展、2010年フレーベル博物館100周年記念「喜び｣展、2011年オーストリア・ヒッテザウ「喜び」展など、近年の布施の企画展の多く（あるいは全て）は鳥海との二人展となっている。

## 出版
日本語:
- 『折り紙のたのしみ』 筑摩書房〈ちくま少年図書館〉、1981.08
- 『おりがみのうた』 笠原邦彦との共著、サンリオ、1983.7
- 『ユニット折り紙 : 新しい世界のたのしみ』 筑摩書房〈ちくま少年図書館〉、1983.12、ISBN 4480040781
- 『箱をたのしむ : ユニット折り紙 1』  筑摩書房、1986.10
- 『ユニットあらかると : ユニット折り紙 2』  筑摩書房、1986.12
- 『生長する立体 : ユニット折り紙 3』  筑摩書房、1987.02
- 『立体七変化 : ユニット折り紙 4』  筑摩書房、1987.04
- 『つかってあそぼう : ユニットおりがみ』  誠文堂新光社〈おりがみランド〉、1987.09
- 『箱をつくろう : ユニットおりがみ』  誠文堂新光社〈おりがみランド〉、1987.09
- 『立体をつくろう : ユニットおりがみ』  誠文堂新光社〈おりがみランド〉、1987.09
- 『箱の百面相 : ユニット折り紙 5』  筑摩書房、1988.02
- 『長方形でおろう : ユニットおりがみ』  誠文堂新光社〈おりがみランド〉、1988.03
- 『立体からくり : ユニットおりがみ』  誠文堂新光社〈おりがみランド〉、1988.03
- 『世界のユニットおりがみ』  誠文堂新光社〈おりがみランド〉、1988.10
- 『つないでつくろうユニットおりがみ』  誠文堂新光社〈おりがみランド〉、1988.10
- 『折り紙新世界 1 (箱自由自在 その1 四角箱と八角箱)』  筑摩書房、1989.08
- 『折り紙新世界 2 (箱自由自在 その2 三角箱と六角箱ほか)』  筑摩書房、1989.09
- 『折り紙新世界 3 (ひし形立体とおもしろbox)』  筑摩書房、1989.10
- 『折り紙新世界 4 (立体万華鏡)』  筑摩書房、1989.11
- 『箱バラエティー : ユニットおりがみ』  誠文堂新光社〈おりがみランド〉、1990.01
- 『立体バラエティー : ユニットおりがみ』  誠文堂新光社〈おりがみランド〉、1990.01
- 『折り紙ハート』 フランシス・M.Y.オウ著、布施知子監訳、筑摩書房、1990.04
- 『デコレーションbox : 折り紙コレクション 1』  筑摩書房、1991.12
- 『飾りのある箱 : ユニットおりがみ』  誠文堂新光社〈おりがみランド〉、1991.02
- 『四季の箱 : ユニットおりがみ』  誠文堂新光社〈おりがみランド〉、1991.02
- 『らせんを折ろう : 折り紙コレクション 2』  筑摩書房、1992.01
- 『動くおりがみ』  誠文堂新光社〈おりがみランド〉、1992.02
- 『一枚折りの箱 : 折り紙コレクション 3』  筑摩書房、1992.02
- 『最新くす玉折り紙教室 : だれでもできる』  誠文堂新光社、1992.03
- 『不思議な立体の世界 : ユニット折り紙』  新星出版社、1992.09
- 『たのしい箱の世界 : ユニット折り紙』  新星出版社、1993.04
- 『鶴と扇と : 折り紙コレクション 4』  筑摩書房、1993.05
- 『ユニット折り紙でつくるおしゃれな小物たち』  日本放送出版協会、1993.09
- 『暮しを彩る折々のおりがみ』 布施知子編、いしずえ〈カルチャーサポート〉、1994.07
- 『折り紙キルト : 折り紙ワンダーランド 1』  筑摩書房、1995.05
- 『折り紙スパイラル : 折り紙ワンダーランド 2』  筑摩書房、1995.06
- 『まんぷくbox : 折り紙ワンダーランド 3』  筑摩書房、1995.07
- 『折り紙デザイン : 折り紙ワンダーランド 4』  筑摩書房、1995.08
- 『暮しを彩る遊々のおりがみ』 布施知子編、いしずえ〈カルチャーサポート〉、1995.09
- 『折り紙でつくるギフトボックス』  日本放送出版協会、1996.03
- 『暮しを彩る楽々のおりがみ』 布施知子編、いしずえ〈カルチャーサポート〉、1996.07、ISBN 978-4-900747-10-4
- 『ひまなし山暮らし』  筑摩書房、1996.11
- 『暮しを彩るおりがみの贈りもの』  いしずえ〈カルチャーサポート、1997.10
- 『面 : 布施知子折り紙作品集』布施知子著、山口真編、おりがみはうす、1997.11
- 『プレゼントの箱 : 折り紙雑貨店 1』  筑摩書房、2000.03
- 『暮らしに折り紙 : 折り紙雑貨店 2』  筑摩書房、2000.03
- 『立体をつくろう : ユニットおりがみ』  誠文堂新光社〈新おりがみランド〉、2000.06
- 『箱をつくろう : ユニットおりがみ』  誠文堂新光社〈新おりがみランド〉、2000.06
- 『箱バラエティー : ユニットおりがみ』  誠文堂新光社〈新おりがみランド〉、2000.11
- 『つかってあそぼう : ユニットおりがみ』  誠文堂新光社〈新おりがみランド〉、2000.11
- 『おりがみユニット広場』  誠文堂新光社〈新おりがみランド〉、2001.07
- 『おりがみパッチワーク』  誠文堂新光社〈新おりがみランド〉、2001.07
- 『くす玉おりがみ』  誠文堂新光社〈新おりがみランド〉、2001.09
- 『立体からくり : ユニットおりがみ』  誠文堂新光社〈新おりがみランド〉、2001.09
- 『動くおりがみ』  誠文堂新光社〈新おりがみランド、2002.07
- 『鶴のおりがみ』  誠文堂新光社〈新おりがみランド、2002.07
- 『小箱につめる12か月 春夏 : 折り紙雑貨店 3』  筑摩書房、2003.03
- 『小箱につめる12か月 秋冬 : 折り紙雑貨店 4』  筑摩書房、2003.03
- 『おりがみ暮らしの小物』  誠文堂新光社〈新おりがみランド〉、2003.03
- 『おりがみ入れ物いろいろ』  誠文堂新光社〈新おりがみランド〉、2003.03
- 『おりがみつつむ』  誠文堂新光社〈おりがみ工房〉、2005.01
- 『おりがみリング』  誠文堂新光社〈おりがみ工房〉、2005.02
- 『おりがみはこ』  誠文堂新光社〈おりがみ工房〉、2005.06
- 『おりがみ伝承とその応用』  誠文堂新光社〈おりがみ工房〉、2005.07
- 『折ってなるほど!ゆかいな多面体』  日本ヴォーグ社〈Heart warming life series〉、2005.08
- 『おりがみくす玉』  誠文堂新光社〈おりがみ工房、2005.11
- 『おりがみ包みと結び』  誠文堂新光社〈おりがみ工房、2006.11
- 『多面体おりがみで作る花まり : 指先をつかって考える、楽しむ!』  日本ヴォーグ社〈Heart warming life series〉、2006.02
- 『つつむ折り紙、箱の折り紙』  PHP研究所、2007.07
- 『おりがみ入れ子の箱』  誠文堂新光社〈おりがみ工房〉、2007.08
- 『おりがみ食卓を楽しく』  誠文堂新光社〈おりがみ工房〉、2007.08
- 『おりがみ四季折々』  日本放送出版協会〈NHKおしゃれ工房〉、2008.06
- 『おりがみ花の模様』  誠文堂新光社〈おりがみ工房、2009.02
- 『おりがみ星と雪の模様』  誠文堂新光社〈おりがみ工房、2009.02
- 『折り紙でつくる、モチーフつなぎ : 飾る!贈る!楽しむ! : 組み合わせてできる星と花と雪の結晶』  PHP研究所、2009.06
- 『ユニット折り紙エッセンス : 立方体、12面体、20面体から星組みまで』  日貿出版社〈布施知子のユニット集成〉、2010.02
- 『ユニット折り紙ファンタジー : 進化する美しい造形』  日貿出版社〈布施知子のユニット集成〉、2010.03
- 『ユニット折り紙ワンダーランド : つなげる、組み込む、変身させる-立体の相互関係を楽しむ』  日貿出版社〈布施知子のユニット集成〉、2010.11
- 『かわいい花のくす玉おりがみ』  PHP研究所、2011.10
- 『みんなで楽しむ多面体おりがみ : 知恵のおもちゃ箱』  日本ヴォーグ社、2012.01
- 『くす玉おりがみ花切子』  誠文堂新光社〈おりがみ工房〉、2012.05
- 『箱のおりがみ : おりがみ1枚で折る箱、ユニットの箱』  日本ヴォーグ社、2013.02
- 『ハッとする!折り紙入門』  筑摩書房〈ちくま文庫〉、2013.11
- 『箱のおりがみ 2』  日本ヴォーグ社、2014.01、ISBN 978-4-529-05285-6
- 『星と雪の装飾おりがみ : 四角形、五角形、六角形の紙から折る』  誠文堂新光社、2014.11
- 『はじめてでも組めるくす玉おりがみ : 一番わかりやすい多面体おりがみの作り方』  世界文化社、2014.04
- 『箱のおりがみ 3』  日本ヴォーグ社、2014.08
- 『おりがみで作るオーナメント : 1年中インテリアとして楽しめるくす玉、ユニットおりがみ』  誠文堂新光社、2015.10
- 『できた!ユニット折り紙入門』  筑摩書房〈ちくま文庫〉、2015.12
- 『花の飾りおりがみ : 部屋や贈り物のアクセントになる75点』  誠文堂新光社、2015.02
- 『花まり = floral globe : 多面体おりがみで作る : 指先をつかって考える、楽しむ!』  日本ヴォーグ社、2016.02
- 『包みと袋のおりがみ : 手紙やお礼を入れる・包む、便利な折り方76点』  誠文堂新光社、2017.02
- 『折ってなるほど!おりがみつきゆかいな多面体』  日本ヴォーグ社、2017.08
- 『みんなで楽しむおりがみつき多面体おりがみ』  日本ヴォーグ社、2018.10
- 『おりがみで作る箱 : パーツを組むとできあがる器』  誠文堂新光社、2018.02
- 『おりがみで作る入れ子の箱 : さまざまな形の箱を組み合わせて楽しむ』  誠文堂新光社、2018.08
- 『華やかなくす玉おりがみ : 飾って楽しむ花やリボンがモチーフのユニットおりがみ』  誠文堂新光社、2020.03
- 『ユニット折り紙エッセンス : 立方体、12面体、20面体から星組みまで 新装版』  日貿出版社〈布施知子のユニット集成〉、2021.01
- 『ユニット折り紙ファンタジー : 進化する美しい造形 新装版』  日貿出版社〈布施知子のユニット集成〉、2021.01
- 『鶴のおりがみ : 伝承の折り鶴・連鶴からちょっと難しいユニットおりがみまで』  誠文堂新光社、2021.04
- 『箱のおりがみ = ORIGAMI BOX : 指先を使って脳トレ手のひらサイズのかわいい箱 増補改訂版』  日本ヴォーグ社、2021.08
- 『らせんが美しい折り紙の箱 : 正方形の紙で作る』  日本ヴォーグ社、2022.01

英語:
- Spiral: Origami/Art/Design, Viereck Verlag, 2012, ISBN 978-3-941327-06-1

- Floral Origami Globes, Japan Publications Trading, May 18, 2007, ISBN 978-4-88996-213-0

- Origami Rings & Wreaths: A Kaleidoscope of 28 Decorative Origami Creations, Japan Publications Trading, Nov 2007 ISBN 978-4-88996-223-9

- Kusudama Origami, Japan Publications, Sep 2002, ISBN 978-4-88996-087-7

- Fabulous Origami Boxes, Japan Publications, July 1998 ISBN 978-0-87040-978-3

- Quick and Easy Origami Boxes, Japan Publications 1994, ISBN 0-87040-939-5

- Unit Origami: Multidimensional Transformation, Japan Publications, April 1990, ISBN 978-0-87040-852-6

- Origami Boxes: Moribana Style, Japan Publications, June 1975, ISBN 978-0-87040-821-2

- Origami Boxes, Japan Publications, July 1989, ISBN 0-87040-821-6

イタリア語:
- Origami Modulare (Italian version of Japanese Yunnito Origami), Il Castello Publishers, (1988)